# Bileća
Bileća (in serbo Билећа) è un comune della Repubblica Serba di Bosnia ed Erzegovina con 11 536 abitanti al censimento 2013.
Nei pressi della città è stato trovato un giacimento di fossili, che ha portato alla scoperta di varie specie, tra cui il Pachyophis woodwardi, un serpente estinto.

## Località
La municipalità di Bileća è composta dalle seguenti 61 località:
| - Baljci - Bijela Rudina - Bijeljani - Bileća - Bodenik - Bogdašići - Brestice - Čepelica - Deleuša - Divin - Đeče - Dlakoše - Dola | - Donja Meka Gruda - Donji Davidovići - Fatnica - Golobrđe - Gornja Meka Gruda - Gornji Davidovići - Granica - Hodžići - Kačanj - Kalac - Korita - Krivača - Krstače | - Kukričje - Kuti - Lađevići - Milavići - Mirilovići - Miruše - Mrežica - Narat - Njeganovići - Oblo Brdo - Orah - Orahovice - Pađeni | - Panik - Plana - Podgorje - Podosoje - Preraca - Prijevor - Prisoje - Rioca - Selišta - Simijova - Skrobotno - Šobadine - Todorići | - Torić - Trnovica - Vlahinja - Vranjska - Vrbica - Zasada - Zaušje - Zvijerina - Žudojevići |